# Minotaurasaurus ramachandrani
Minotaurasaurus ramachandrani es la única especie conocida del género extinto Minotaurasaurus (gr. "lagarto minotauro") de dinosaurio tireóforo anquilosáurido, que vivió a finales del período Cretácico, hace aproximadamente entre 75 a 70 millones de años, durante el Campaniense, en lo que es hoy Asia. Sus restos fósiles se encontraron en el desierto de Gobi, pero no se precisa si es en China o en Mongolia.

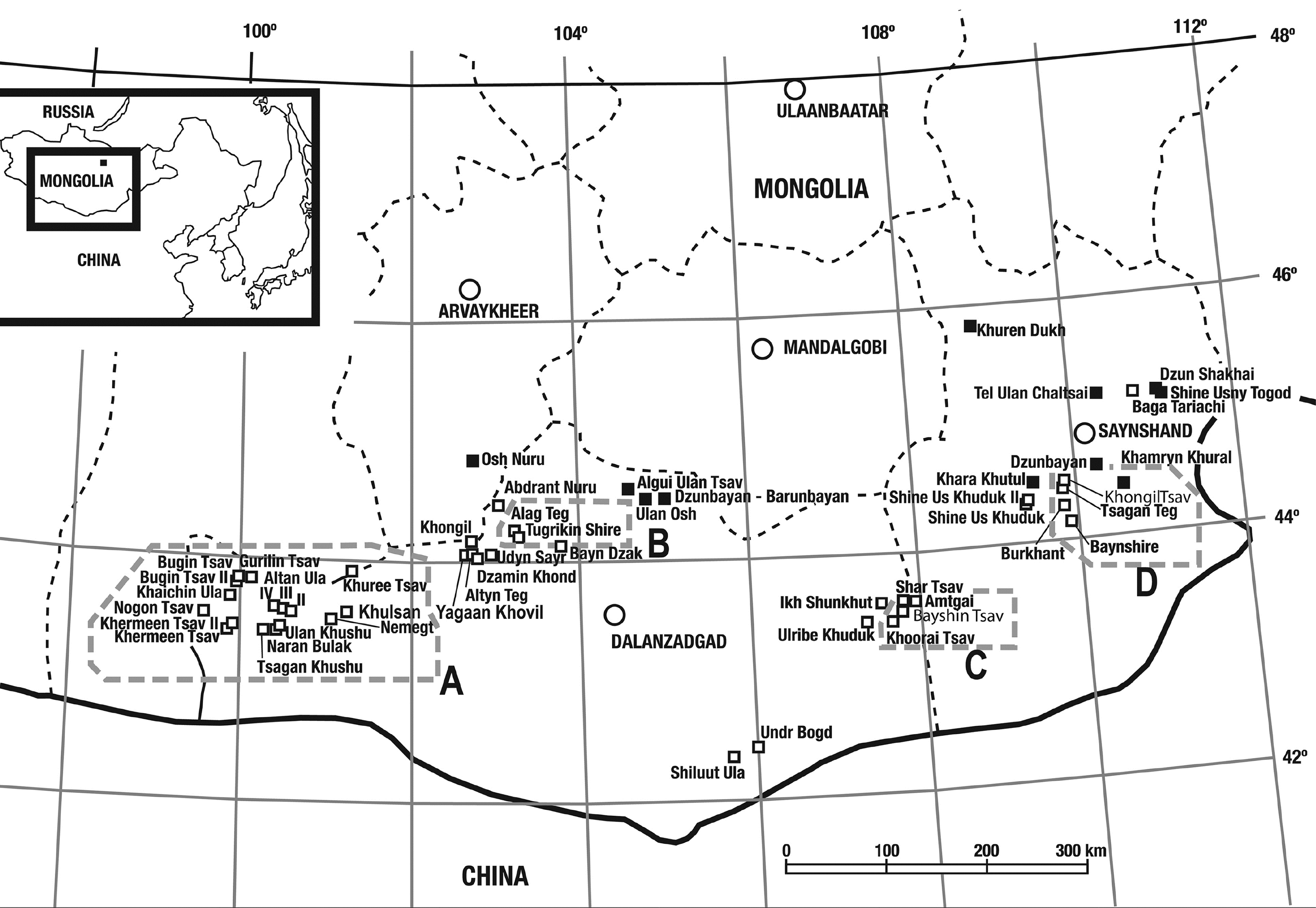
Localidades fósiles en Mongolia. Los fósiles de Minotaurasaurus han sido recolectados en Uhkaa Tolgod (área B).

Minotaurasaurus ramachandrani muestra los caracteres típicos de muchos anquilosáuridos del Cretácico Superior. El espécimen tipo es un cráneo virtualmente completo e intacto con ambas ramas de la mandíbulas y el predentario completo. Tiene forma de triángulo equilátero en vista dorsal y osteodermos nasales grandes, muy adornados, que le dan un aspecto de toro con las ventanas de la nariz abiertas lateralmente. Las características de la caja craneana son más primitivas que las de los otros anquilosáuridos del desierto de Gobi.

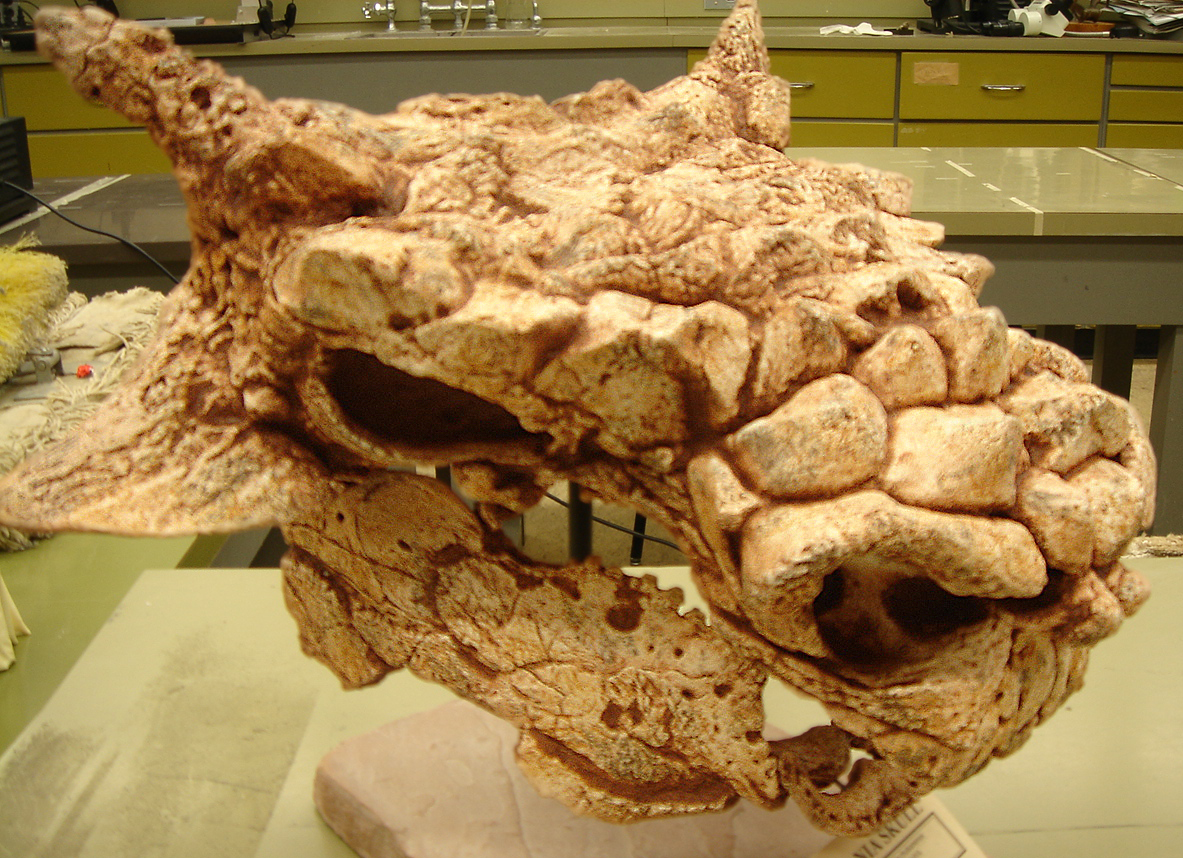
Cráneo de Minotaurasaurus.

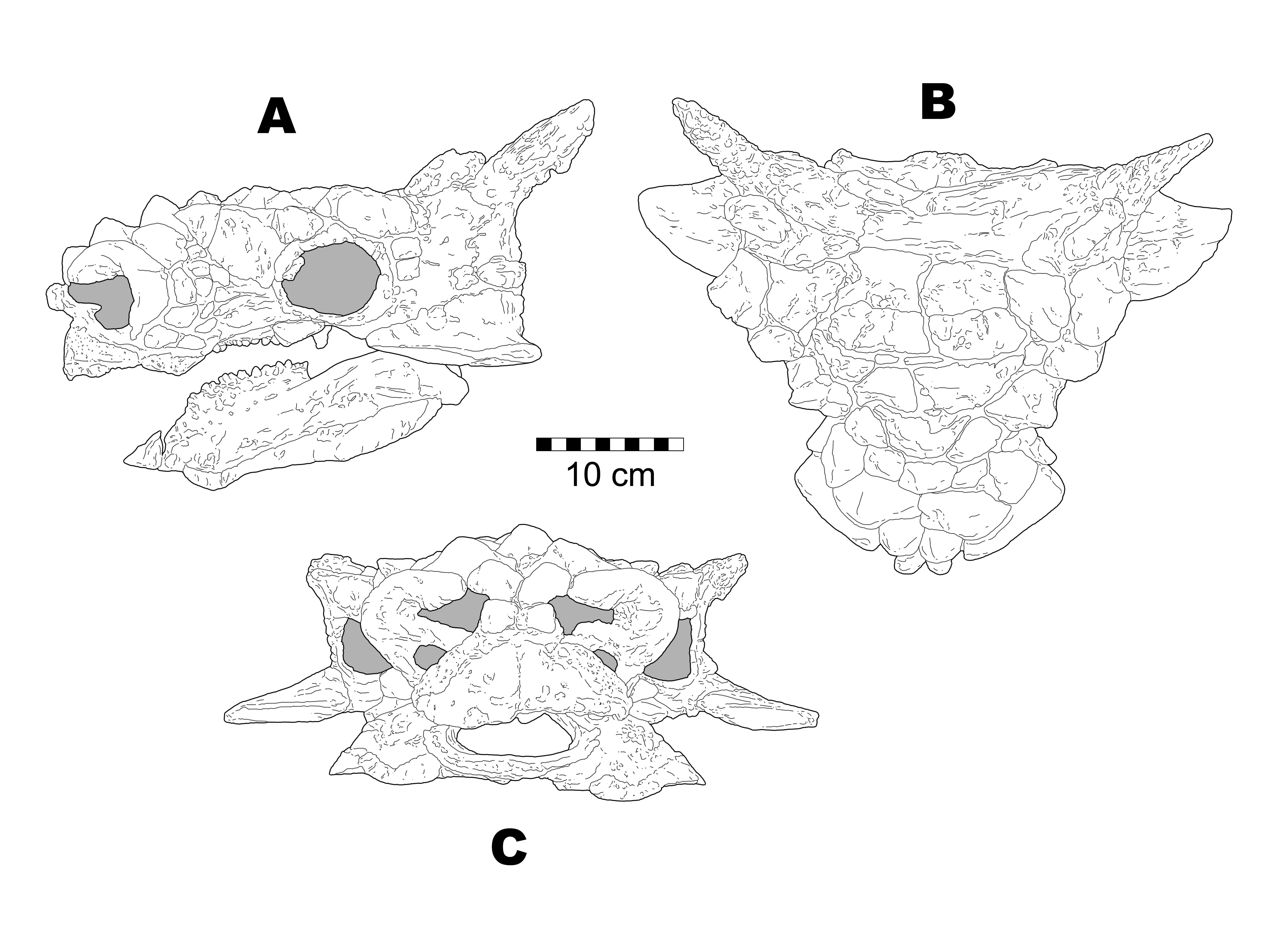
Ilustración del cráneo del holotipo de Minotaurasaurus.

El nombre del género que significa lagarto hombre-toro proviene del griego, en referencia al aspecto de toro del cráneo, similar al Minotauro de la mitología griega. El nombre específico está puesto en honor a V.S. Ramachandran, que se cercioró de que este cráneo fuera descrito y lo puso a disposición de la ciencia. El cráneo fue comprado por V.S. Ramachandran y exhibido originalmente en el Museo del Valle Victor, California, EE. UU. La única información estratigráfica que se tiene es la matriz alrededor del espécimen. Esta indica una localización en el desierto de Gobi de Mongolia o China. Se espera que la datación correcta se haga cuando se hallen especímenes adicionales. 
Un estudio publicado en 2014 de Victoria Arbour, Philip Currie y Demchig Badamgarav concluyó que Minotaurasaurus ramachandrani es en realidad un sinónimo más moderno de Tarchia kielanae; sin embargo. una redescripción de la anatomía craneana de Tarchia publicada en 2016, concluyó que Minotaurasaurus era un taxón distinto. El siguiente es un cladograma basado en el análisis de Penkalsi y Tumanova, 2016:
|  | Saichania                                                            |
|  |                                                                      |
|  | \| \| Tarchia kielanae \| \| \| \| \| \| Tarchia teresae \| \| \| \| |
|  |                                                                      |
|  | Tarchia kielanae                                                     |
|  |                                                                      |
|  | Tarchia teresae                                                      |
|  |                                                                      |

|  | Tarchia kielanae |
|  |                  |
|  | Tarchia teresae  |
|  |                  |

|  | Saichania                                                            |
|  |                                                                      |
|  | \| \| Tarchia kielanae \| \| \| \| \| \| Tarchia teresae \| \| \| \| |
|  |                                                                      |
|  | Tarchia kielanae                                                     |
|  |                                                                      |
|  | Tarchia teresae                                                      |
|  |                                                                      |

|  | Tarchia kielanae |
|  |                  |
|  | Tarchia teresae  |
|  |                  |

|  | Saichania                                                            |
|  |                                                                      |
|  | \| \| Tarchia kielanae \| \| \| \| \| \| Tarchia teresae \| \| \| \| |
|  |                                                                      |
|  | Tarchia kielanae                                                     |
|  |                                                                      |
|  | Tarchia teresae                                                      |
|  |                                                                      |

|  | Tarchia kielanae |
|  |                  |
|  | Tarchia teresae  |
|  |                  |

|  | Saichania                                                            |
|  |                                                                      |
|  | \| \| Tarchia kielanae \| \| \| \| \| \| Tarchia teresae \| \| \| \| |
|  |                                                                      |
|  | Tarchia kielanae                                                     |
|  |                                                                      |
|  | Tarchia teresae                                                      |
|  |                                                                      |

|  | Tarchia kielanae |
|  |                  |
|  | Tarchia teresae  |
|  |                  |